# Cédric Carrasso
Cédric Carrasso (* 30. Dezember 1981 in Avignon) ist ein französischer ehemaliger Fußballtorwart. Sein jüngerer Bruder Johann Carrasso war ebenfalls als Profitorhüter in Frankreich aktiv.

## Karriere
Im Alter von 13 Jahren wurde er in die Jugendakademie von Olympique Marseille aufgenommen. Nach fünf Jahren Ausbildung unterschrieb er dort seinen ersten Profivertrag. Wie zu erwarten war, machte er kein einziges Spiel und wurde eineinhalb Jahre später an den englischen Zweitligisten Crystal Palace ausgeliehen, wo er aber auch nur ein Spiel machte. In der darauffolgenden Saison kehrte er als Nummer 2 hinter dem damaligen Stammtorhüter Vedran Runje zu Olympique Marseille zurück. Im Jahr 2003 verletzte er sich schwer am Knie und fiel für mehrere Monate aus. Vor der Saison 2004/05 wurde er zum französischen Zweitligisten En Avant de Guingamp ausgeliehen. Dort wurde Carrasso von Beginn an die Nummer 1 im Tor und avancierte mehr und mehr zum Leistungsträger. Als er ein Jahr später wieder zu seinem Klub Olympique Marseille zurückkehrte, hütete er das Tor für den langzeitgesperrten Fabien Barthez. Er überzeugte auf der ganzen Linie und wurde somit nach dem Vertragsende von Fabien Barthez nach der Weltmeisterschaft 2006 in Deutschland zum Stammtorhüter der Südfranzosen.
Auch seine Leistungen zu Beginn der Saison 2007/08 waren vielversprechend, was Olympique Marseille dazu veranlasste, seinen Vertrag bis 2011 zu verlängern. Doch nach nur vier Spielen verletzte sich Carrasso am 22. August 2007 im Training. Ein Achillessehnenriss setzte ihn beinahe fünf Monate außer Gefecht. Seit Mitte Januar 2008 fand sich der Mann aus Avignon wieder im Kader, aber noch nicht auf dem Platz wieder. Sein Vertreter Steve Mandanda leistete ausgezeichnete Arbeit und hütete somit weiter das Tor der Südfranzosen. Auch in die französische Nationalmannschaft wurde Mandanda und nicht, wie einst erwartet, Carrasso berufen. Im Sommer 2008 entschloss er sich folglich zu einem Wechsel nach Toulouse, wo er wieder Stammspieler wurde. Am Ende seiner ersten Saison beim TFC wurde er als saisonbester Torhüter der Liga mit dem Étoile d’Or ausgezeichnet und erhielt Anfang 2009 auch eine erste Berufung in den erweiterten A-Kader der Équipe tricolore.
Zum 1. Juli 2009 wechselte Carrasso zum Meister und Champions-League-Teilnehmer Girondins Bordeaux. Carrasso spielte acht Jahre für Girondins Bordeaux. Am Ende der Saison 2016/17 lief sein Vertrag aus. Galatasaray Istanbul verpflichtete den Torhüter am letzten Tag der Sommer-Transferperiode. Bei Galatasaray kam er zu einem Ligaspiel und am Ende der Saison wurde er mit Galatasaray türkischer Meister.
Bei der WM 2010 in Südafrika gehörte er dem französischen Kader an, kam aber als dritter Torwart zu keinem Einsatz. Auch danach gehörte er regelmäßig zum Aufgebot der Bleus; es dauerte aber bis zum Juni 2011, ehe er bei einem Freundschaftsspiel in Polen sein Debüt – dann sogar in der Anfangsformation – geben durfte.

## Erfolge
- UI-Cup-Sieger: 2005 mit Olympique Marseille
- Gewinner der Coupe de France: 2013 mit den Girondins Bordeaux (und Finalist 2006 und 2007 mit Olympique Marseille)
- Französischer Vize-Meister: 2007 mit Olympique Marseille
- Türkischer Meister: 2018